# Gaggiano
Gaggiano ist eine Gemeinde in der Metropolitanstadt Mailand, Region Lombardei. 

## Lage und Einwohner
Die Gemeinde liegt etwa 17 km südwestlich von Mailand und hat 9347 Einwohner (Stand 31. Dezember 2023) Der Bahnhof an der Bahnstrecke Milano–Mortara wird von der Linie S 9 der S-Bahn Mailand bedient. Ferner liegt die Gemeinde am Naviglio Grande, auf dem vom 13. bis Mitte des 20. Jahrhunderts eine Schiffsverbindung für Warentransporte zwischen Mailand und dem Lago Maggiore bestand.
Die Nachbargemeinden von Gaggiano sind Cusago, Cisliano, Albairate, Trezzano sul Naviglio, Vermezzo con Zelo, Zibido San Giacomo, Gudo Visconti, Noviglio und Rosate.

### Bevölkerungsentwicklung
Gaggiano zählt 3353 Privathaushalte. Zwischen 1991 und 2001 stieg die Einwohnerzahl von 8008 auf 8111. Dies entspricht einem prozentualen Zuwachs von 1,3 %.

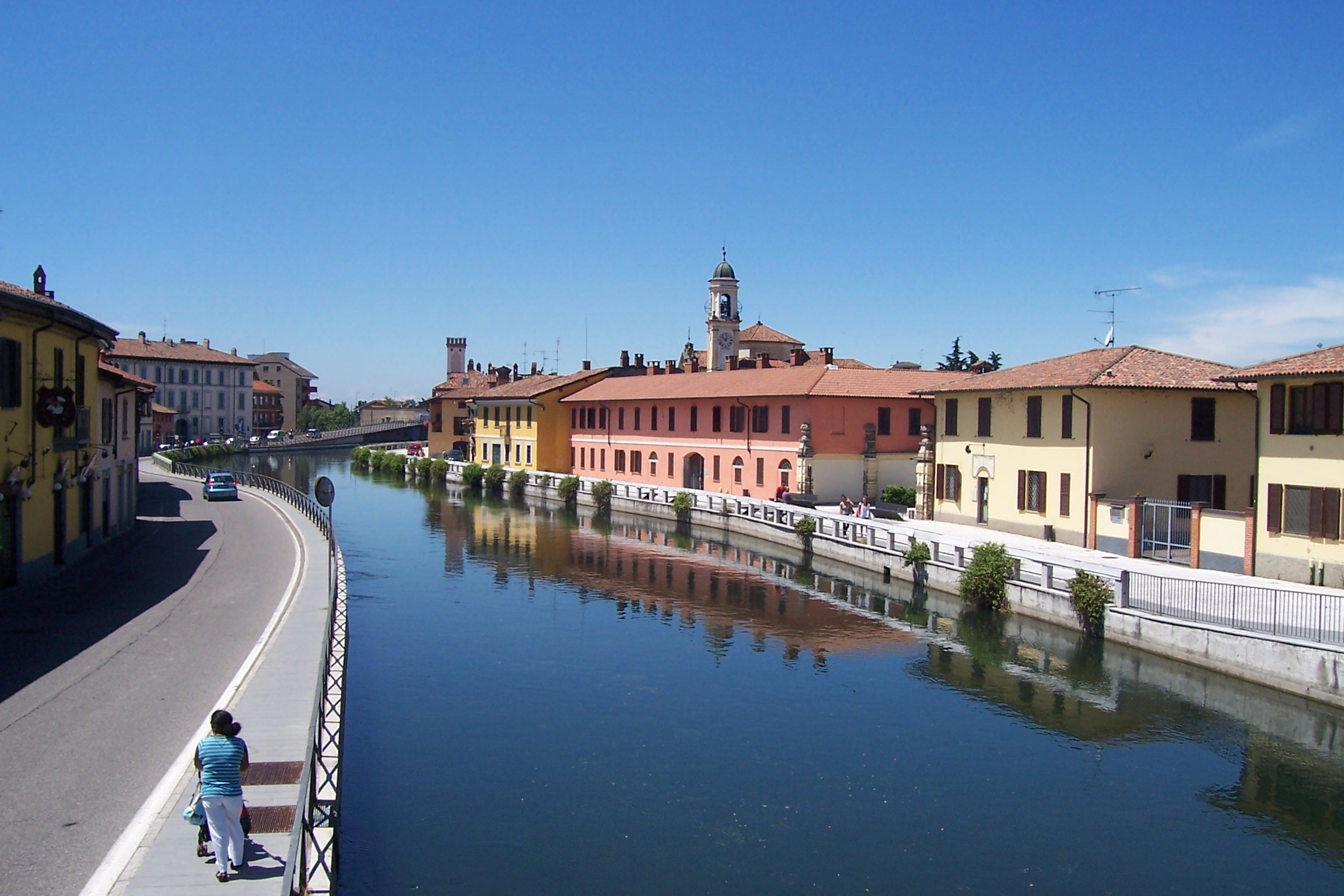
Naviglio Grande in Gaggiano

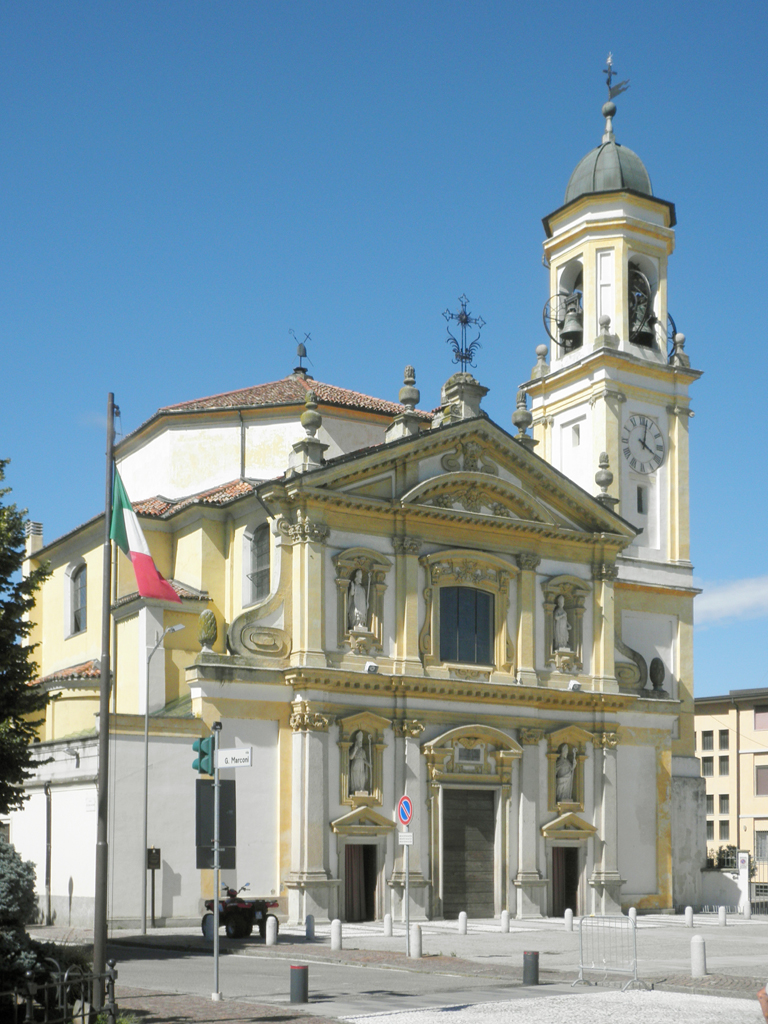
Sant’Invenzio in Gaggiano

## Sehenswürdigkeiten
Sehenswert ist die Pfarrkirche Sant'Invenzio aus dem Jahr 1620 mit barocker Fassade sowie etliche Palazzi und Villen am Naviglio Grande.

## Söhne und Töchter des Ortes
- Teresio Ferraroni (1913–2007), von 1974 bis 1989 römisch-katholischer Bischof von Como